# Кизильник Даммера
Кизильник Даммера (лат. Cotoneaster dammeri) — вид растений рода Кизильник (Cotoneaster) семейства Розовые (Rosaceae), эндемик гор центрального Китая (Тибетский автономный район, провинции Сычуань, Ганьсу, Юньнань, Гуйчжоу и Хубэй), имеет широкое применение в декоративном озеленении.
Вид назван в честь немецкого ботаника Карла Лебрехта Удо Даммера.

## Ботаническое описание
Вечнозелёный кустарник, до 20 см высотой, со стелющимися и часто укореняющимися ветвями. Листья от эллиптических до эллиптически-продолговатых, сверху голые блестящие, снизу бледнее, серовато-зеленые.
Цветки белые, обычно одиночные на короткой цветоножке. Плоды почти шаровидные, ярко-красные. Цветение в мае—июне, плодоношение в сентябре—октябре